# Ненад Станковић (боксер)
Ненад Станковић (рођен 20. децембра 1976. године) је српски професионални боксер и политичар.
Боксује у категоријама средња, полутешка и крузер. Висок је 175 цм и тежак 80кг.
Постаје најмладји професионални боксер са 20 година, напуста аматерски бокс и прелази у професионални бокс.
У том периоду постаје најмладји професионални првак Југославије.
Затим следи, вишеструки првак европе и света у ИБФ и WБФ верзије.

## Звања и образовање
Потпредседник је боксерског клуба "Црвена звезда", члан српске развојне академије (РАС), потпредседник српско-пакистанског друштва, потпредседник дипломатске асоцијације Србије и председник управног одбора српско-азербејџанског друштва. Завршио је мастер на факултету за безбедност и дипломатију, аплицирао је за школу националне одбране. Завршио је Факултет за менаџмент у спорту "Универзитет БК".

## Признања и похвале
- Носилац државне заставе од председника државе Србије.
- Плакета војске Србије
- За успешне спортске резултате крунисан од стране православне цркве из руку владике Лаврентија